# Li Yanmei
Li Yanmei (李艷梅T, 李艳梅S, Lǐ YànméiP; Chaozhou, 6 febbraio 1990) è una triplista cinese, ha preso parte a due edizioni dei Giochi olimpici a Pechino 2008 e a Londra 2012.

## Palmarès
| Anno | Manifestazione               | Sede      | Evento         | Risultato | Prestazione | Note                                     |
| ---- | ---------------------------- | --------- | -------------- | --------- | ----------- | ---------------------------------------- |
| 2008 | Campionati asiatici juniores | Giacarta  | Salto in lungo | Argento   | 6,28 m      |                                          |
| 2008 | Campionati asiatici juniores | Giacarta  | Salto triplo   | Oro       | 13,60 m     |                                          |
| 2008 | Mondiali juniores            | Bydgoszcz | Salto triplo   | 6ª        | 13,23 m     |                                          |
| 2009 | Giochi asiatici indoor       | Hanoi     | Salto triplo   | 4ª        | 13,68 m     |                                          |
| 2011 | Campionati asiatici          | Kōbe      | Salto triplo   | 4ª        | 13,97 m     |                                          |
| 2011 | Mondiali                     | Taegu     | Salto triplo   | 29ª (q)   | 13,52 m     |                                          |
| 2012 | Campionati asiatici indoor   | Hangzhou  | Salto triplo   | Argento   | 13,73 m     |                                          |
| 2012 | Mondiali indoor              | Istanbul  | Salto triplo   | 7ª        | 14,02 m     |                                          |
| 2012 | Giochi olimpici              | Londra    | Salto triplo   | 29ª (q)   | 13,43 m     |                                          |
| 2014 | Mondiali indoor              | Sopot     | Salto triplo   | 5ª        | 14,19 m     | Miglior prestazione personale stagionale |
| 2014 | Giochi asiatici              | Incheon   | Salto triplo   | 4ª        | 13,71 m     |                                          |
| 2015 | Campionati asiatici          | Wuhan     | Salto triplo   | Argento   | 13,57 m     |                                          |
| 2015 | Mondiali                     | Pechino   | Salto triplo   | 20ª (q)   | 13,57 m     |                                          |

## Altre competizioni internazionali
2014
- 5ª in Coppa continentale ( Marrakech), salto triplo - 13,37 m